# Barbara Palmer
Barbara Palmer (1640 – 9 oktober 1709) was 1e hertogin van Cleveland en een van de minnaressen van koning Karel II van Engeland.
Ze werd geboren als Barbara Villiers, de dochter van de graaf van Grandiston, William Villiers. Hij stierf in 1643 aan een oorlogswond, waardoor zijn vrouw en kind in benarde situatie achterbleven. Haar gebrek aan geld limiteerde de huwelijksprospecten van Barbara aanzienlijk; op 14 april 1659 trouwde Roger Palmer tegen de zin van zijn familie met Villiers, maar drie jaar later vroeg hij echtscheiding aan. Men denkt dat geen enkele van de kinderen die Barbara in die periode kreeg Roger Palmer als vader had.
In 1660 werd Palmer een minnares van Karel II, de koning van Engeland in ballingschap. Als dank voor haar verdiensten werd Barbara's echtgenoot verheven tot baron van Limerick en graaf van Castlemaine in 1661. Zowel de adviseur van de koning, Edward Hyde, als koningin Catharina van Braganza waren tegen Palmers benoeming tot hofdame van de koningin, maar in de jaren die volgden raakten Barbara en Karel van elkaar vervreemd. In 1663 deed ze nog een poging hem weer aan haar te binden door zich te bekeren tot het katholicisme. Na de dood van haar ex-echtgenoot in 1705 hertrouwde ze met een militair, die haar van haar resterende fortuin beroofde en er vervolgens vandoor ging. Palmer stierf in 1709 aan een oedeem.

## Palmers kinderen
Vijf van Palmers zes kinderen werden door Karel erkend als de zijne:
- Anne Palmer (1661–1722), gravin van Sussex
- Charles Palmer (1662–1730), hertog van Southampton en Cleveland
- Henry FitzRoy (1663–1690), graaf van Euston en hertog van Grafton
- Charlotte FitzRoy (1664–1718), gravin van Lichfield
- George FitzRoy (1665–1716), graaf en hertog van Northumberland
- Barbara FitzRoy (1672–1737)